# 粒子的光散射
粒子的光散射是小顆粒（例如冰晶、塵埃、大氣顆粒、宇宙塵埃和血細胞）散射光導致光學現象的過程，例如天空的藍色和光暈。
馬克士威方程組是描述光散射的理論和計算方法的基礎，但由於馬克士威方程組的精確解僅對選定的粒子幾何形狀（如球形）已知，因此粒子的光散射是計算電磁學的一個分支，處理粒子吸收和散射電磁輻射。
對於已知解析解的幾何（例如 球面、球體簇、無限圓柱體），解通常根據無窮級數計算。對於更複雜的幾何形狀和非均勻粒子，原始麥克斯韋方程組是離散化和求解。粒子光散射的多重散射效應通過輻射傳輸技術進行處理（參見，例如大氣輻射傳輸代碼）。
散射粒子的相對大小由其大小參數 x 定義，該參數是其特徵尺寸與其波長的比值：

## 精確的計算方法

### 時域有限差分法
時域有限差分法（FDTD）屬於基於網格的微分時域數值建模方法的一般類別。 瞬態麥克斯韋方程組（偏微分形式）使用空間和時間偏導數的中心差分近似進行離散化。得到的有限差分方程在軟體或硬體中以跳躍的方式求解：體積空間中的電場向量分量在給定的時刻求解；然後對同一空間體積下的磁場向量分量在下一個時刻求解；該過程一遍又一遍地重複，直到所需的瞬態或穩態電磁場行為完全演化。

### T型基質
該技術也稱為零場法和擴展邊界法（EBCM）。矩陣單元是通過匹配麥克斯韋方程組解的邊界條件獲得的。入射場、透射場和散射場被擴展為球面向量波函數。

## 計算近似

### 米氏近似
任何具有任意尺寸參數的球形粒子的散射都可以用米氏理論來解釋。米氏理論，也稱為洛倫茲-米氏理論或洛倫茲-米氏-德拜理論，是球形粒子散射電磁輻射的麥克斯韋方程組的完整解析解（Bohren 和 Huffman，1998）。
對於更複雜的形狀，例如塗層球體、多球體、橢球體和無限圓柱體，有一些擴展以無窮級數表示解。有可用於研究米氏近似的光散射代碼：球體、分層球體和多個球體的球體電磁散射代碼和圓柱體的圓柱體電磁散射代碼。

### 離散偶極子近似
有幾種技術可以計算任意形狀的粒子對輻射的散射。離散偶極近似是有限可極化點陣列對連續介質目標的近似。這些點回應局部電場而獲得偶極矩。這些點的偶極子通過它們的電場相互作用。
有DDA代碼可用於計算DDA近似的光散射特性。

## 近似方法
| 近似值       | 折射率               | 尺寸參數 | 相移   |
| ------------ | -------------------- | -------- | ------ |
| 瑞利散射     | abs(mx) 非常小（䯢） | 非常小   |        |
| 幾何光學     |                      | 非常大   | 非常大 |
| 反常衍射理論 | abs(m-1) 非常小      | x 大     |        |
| 復角動量     | 溫和 m               | 大 x     |        |

### 瑞利散射
瑞利散射狀態是光或其它電磁輻射的散射，由遠小於光波長的粒子散射。   瑞利散射可以定義為小尺寸參數狀態{\displaystyle x\ll 1} 中的散射。

光線從一個方向（通常是來自太陽的光束）進入雨滴，從雨滴的背面反射，並在離開雨滴時呈扇形散開。離開雨滴的光以廣角分佈，最大強度為40.89-42°。

### 幾何光學 （光線追蹤）
光線追蹤技術不僅可以通過球形粒子，還可以通過任何指定形狀和方向的粒子來近似光散射，只要粒子的大小和臨界尺寸遠大於光的波長。光可以被認為是光線的集合，其寬度遠大於波長，但與粒子本身相比卻很小。每條照射到粒子上的光線都可能發生（部分）反射和/或折射。這些光線的出射方向是用它們的全部功率計算的，或者（當涉及部分反射時）將入射功率分配給兩條（或更多）出射光線。就像透鏡和其它光學元件一樣，光線追蹤可以確定單個散射體發出的光，並將該結果統計地結合大量隨機定向和定位的散射體，可以描述大氣光學現象，例如水滴導致的彩虹和冰晶引起的光暈。有大氣光學光線追蹤代碼可用。